# کلک (زرنگانین)
کلک (به صربی: Klek) یک منطقهٔ مسکونی در صربستان است که در Zrenjanin City واقع شده‌است. کلک ۲٬۹۵۹ نفر جمعیت دارد و ۷۴ متر بالاتر از سطح دریا واقع شده‌است.